# Gordon Macdonald, 1. Baron Macdonald of Gwaenysgor

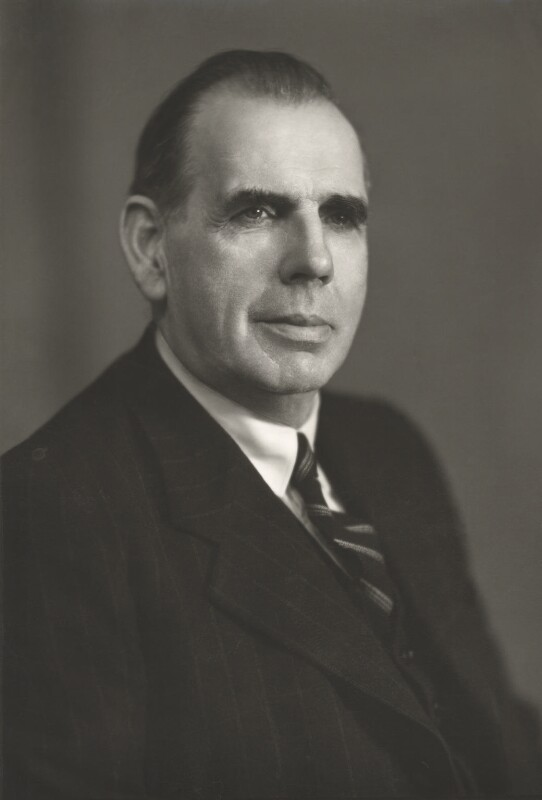
Sir Gordon Macdonald, 1948

Gordon Macdonald, 1. Baron Macdonald of Gwaenysgor KCMG PC (* 27. Mai 1888 in Gwaenysgor, Prestatyn, Flintshire, Nordwales, Wales; † 20. Januar 1966 in Prestatyn, Wales), war ein britischer Politiker der Labour Party, der unter anderem letzter Vorsitzender der britischen Regierungskommission und damit de facto Gouverneur von Neufundland sowie Paymaster General war.

## Leben

### Bergarbeiter, Gewerkschafter und Unterhausabgeordneter
Macdonald, Sohn eines schottischen Bergmanns und einer walisischen Mutter, begann nach dem Besuch der Grundschule 1901 im Alter von dreizehn Jahren ebenfalls als Bergmann in einem Bergwerk in Ashton-in-Makerfield zu arbeiten. Mit finanzieller Unterstützung durch ein Stipendium konnte er jedoch ein Studium am Ruskin College absolvieren.
1920 wurde er in Wigan zum Mitglied des sogenannten Board of Guardians gewählt, einem Gremium, das zur Durchführung und Überprüfung des 1834 eingeführten Armengesetzes (Poor Law Amendment Act 1834) eingerichtet wurde. Im Anschluss wurde er 1934 zunächst Vorsitzender der Genossenschaft in Wigan und kurz darauf Funktionär der National Union of Mineworkers (NUM), der britischen Gewerkschaft der Bergarbeiter.
Bei den Unterhauswahlen vom 30. Mai 1929 wurde Macdonald als Kandidat der Labour Party erstmals zum Mitglied des House of Commons gewählt und vertrat dort bis zum 9. Juli 1942 den Wahlkreis Ince. Während seiner Parlamentszugehörigkeit war er zwischen 1931 und 1934 Whip der Labour-Fraktion im Unterhaus. Nachdem er im Juli 1942 auf sein Mandat im Unterhaus verzichtet hatte, wurde er Mitarbeiter im Ministerium für Brennstoffe und Energie (Ministry of Fuel and Power) und dort zuständiger Regionalkontrolleur für Lancashire, Cheshire und Nordwales.

### Generalzahlmeister und Mitglied des House of Lords
Nach dem Zweiten Weltkrieg wurde er im Januar 1946 letzter Vorsitzender der britischen Regierungskommission von Neufundland und leitete in dieser Funktion den Beitritt Neufundlands zur Kanadischen Konföderation im Jahr 1949 ein. 1946 wurde er als Knight Commander des Order of St Michael and St George geadelt.
Im Anschluss war er von 1949 bis 1951 Generalzahlmeister (Paymaster General) im erweiterten Kabinett von Premierminister Clement Attlee. Am 13. April 1949 wurde er als Baron Macdonald of Gwaenysgor, of Gwaenysgor in the County of Flint, zum erblichen Peer erhoben und gehörte als solcher bis zu seinem Tod dem House of Lords an. Während dieser vertrat er Großbritannien bei einigen internationalen Konferenzen wie beispielsweise bei der Generalversammlung der Vereinten Nationen in Lake Success.
1952 wurde Macdonald, der fließend walisisch sprach, als Vertreter von Wales Mitglied des BBC Board of Governors und gehörte diesem Verwaltungsrat der British Broadcasting Corporation bis 1960 an. Daneben war er von 1953 bis zu seinem Tod 1966 auch Vorsitzender des Council for Wales, einem Gremium der BBC, das die Interessen und Wünsche der Zuhörer und Fernsehzuschauer in Wales berücksichtigen und der BBC vortragen sollte. Darüber hinaus engagierte er sich zwischen 1952 und 1959 in der Colonial Development Corporation (CDC), einer Organisation im Bereich der Entwicklungshilfe in den britischen Kolonien.
Darüber hinaus wurden ihm Ehrendoktorwürden von der Mount Allison University sowie der University of Wales verliehen.

## Ehe und Nachkommen
Aus seiner 1913 geschlossenen Ehe mit Mary Lewis (1885–1967) hatte er zwei Söhne und zwei Töchter:
- Gordon Ramsay Macdonald, 2. Baron Macdonald of Gwaenysor (1915–2002) ⚭ 1941 Leslie Margaret Taylor;
- Hon. Elsie Macdonald (* 1917) ⚭ 1938 Rev. Llywelyn Williams;
- Hon. Kenneth Lewis Macdonald (1921–1990) ⚭ 1952 Maureen Margaret Allan;
- Hon. Glenys Macdonald (1923–2003) ⚭ 1949 Robert Fullard.

Als er 1966 starb, erbte sein ältester Sohn Gordon seinen Baronstitel.